# Composizioni di Michail Ivanovič Glinka

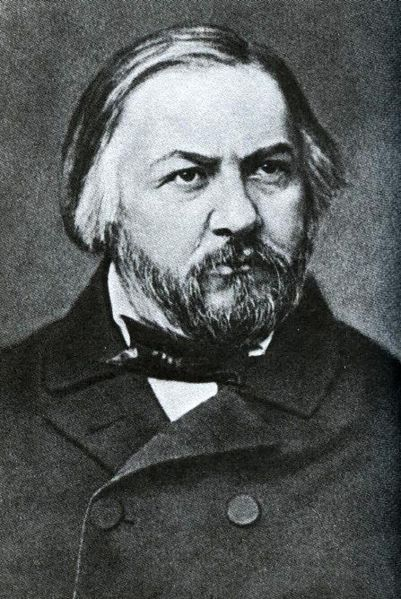
Fotografia di Michail Glinka (1856)

Di seguito sono riportate le composizioni di Michail Ivanovič Glinka ordinate per genere.

## Opere liriche
| Titolo                                     | Periodo | Libretto | Note |
| ------------------------------------------ | ------- | --- | ---- |
| Una vita per lo Zar                        | 1835-36 | Nestor Kukol'nik, Egor Rosen, Vladimir Sollogub, Vasilij Žukovskij                                          |      |
| Aria con coro per La Moldava e la Zingara  | 1836    | Konstantin Bachturin                                                                                        |      |
| Ruslan e Ljudmila                          | 1837-42 | Valerian Širkov, Konstantin Bachturin, Michail Glinka, Nikolaj Markevič, Nestor Kukol'nik, Michail Gedeonov |      |
| Musiche di scena per Il principe Cholmskij | 1840    | Nestor Kukol'nik                                                                                            |      |
| Tarantella per narratore, coro e orchestra | 1841    | Ivan Mjatlev                                                                                                |      |

## Opere orchestrali
| Titolo                                               | Periodo | Note                                                         |
| ---------------------------------------------------- | ------- | ------------------------------------------------------------ |
| Ouverture in re maggiore                             | 1822-26 |                                                              |
| Ouverture in sol minore                              | 1822-26 |                                                              |
| Andante cantabile e Rondò                            | 1823    |                                                              |
| Sinfonia in si bemolle maggiore                      | 1824?   | Incompiuta.                                                  |
| Sinfonia su due temi russi                           | 1834    | Incompiuta, completata e orchestrata da Vissarion Šebalin.   |
| Jota Aragonesa, ouverture spagnola n. 1              | 1845    |                                                              |
| Kamarinskaja, fantasia sui temi di due canzoni russe | 1848    | Anche in arrangiamento per pianoforte a quattro mani (1856). |
| Notte a Madrid, ouverture spagnola n. 2              | 1848-51 | Inizialmente intitolata Ricordi di Castiglia.                |
| Polonaise su un tema spagnolo di Bolero              | 1855    |                                                              |
| Concerto in mi bemolle maggiore                      |         | Incompiuto.                                                  |

## Musica da camera
| Titolo | Periodo | Note                                                                                  |
| --- | ------- | ------------------------------------------------------------------------------------- |
| Settetto per oboe (o clarinetto), corno, fagotto, due violini (o violino e viola), violoncello e contrabbasso                              | 1823?   |                                                                                       |
| Quartetto per archi n. 1 | 1823-24 |                                                                                       |
| Sonata per viola e pianoforte | 1825-28 | Incompiuta (solo due movimenti, il secondo completato da Vadim Borisovskij nel 1932). |
| Quartetto per archi in fa maggiore | 1830    | Anche in versione per pianoforte a quattro mani.                                      |
| Trio patetico per pianoforte, clarinetto e fagotto                                                                                         | 1832    | Anche in versione per pianoforte, violino e violoncello.                              |
| Divertimento brillante sopra alcuni motivi della Sonnambula del M.o Bellini per pianoforte, due violini, viola, violoncello e contrabbasso | 1832    | Anche in versione per pianforte a sei mani.                                           |
| Serenata su temi dell'opera Anna Bolena di Donizetti per pianoforte, arpa, fagotto, corno, viola, violoncello e contrabbasso.              | 1832    |                                                                                       |
| Gran sestetto per pianoforte, due violini, viola, violoncello e contrabbasso                                                               | 1832    |                                                                                       |

## Opere per pianoforte
| Titolo                                                                    | Periodo | Note                                                              |
| ------------------------------------------------------------------------- | ------- | ----------------------------------------------------------------- |
| Variazioni su un tema dell'opera Il flauto magico di Mozart               | 1822    |                                                                   |
| Variazioni su un tema originale                                           | 1824    |                                                                   |
| Cinque nuove contraddanze                                                 | 1826    |                                                                   |
| Variazioni sul canto popolare russo Tra le valli piane                    | 1826    |                                                                   |
| Variazioni su un tema dell'opera Faniska di Cherubini                     | 1826    |                                                                   |
| Variazioni sulla romanza Benedetta sia la madre                           | 1826    |                                                                   |
| Quattro contraddanze                                                      | 1828    |                                                                   |
| Cotillon                                                                  | 1828    |                                                                   |
| Notturno                                                                  | 1828    |                                                                   |
| Mazurca in sol maggiore                                                   | 1828    |                                                                   |
| Canzone finlandese                                                        | 1829    |                                                                   |
| Trot de cavalerie, due pezzi                                              | 1829-30 | Per pianoforte a quattro mani.                                    |
| Valzer d'addio                                                            | 1831    |                                                                   |
| Rondò brillante su un tema dell'opera I Capuleti e i Montecchi di Bellini | 1831    |                                                                   |
| Variazioni su due temi del balletto Chao Kang                             | 1831    |                                                                   |
| Variazioni su un tema dell'opera Anna Bolena di Donizetti                 | 1831-32 |                                                                   |
| Variazioni su un tema dell'opera I Capuleti e i Montecchi di Bellini      | 1832    |                                                                   |
| Variazioni sulla romanza L'usignolo di Aljab'ev                           | 1833    |                                                                   |
| Tre fughe                                                                 | 1833-34 |                                                                   |
| Mazurca in la bemolle minore                                              | 1833-34 |                                                                   |
| Mazurca in fa maggiore                                                    | 1833-34 |                                                                   |
| Capriccio su un tema russo                                                | 1834    | Per pianoforte a quattro mani.                                    |
| Motivo da un canto popolare (Canto patriottico)                           | 1834-36 |                                                                   |
| Mazurca in fa maggiore                                                    | 1835    |                                                                   |
| Due valzer                                                                | 1838    |                                                                   |
| Galop                                                                     | 1838-39 |                                                                   |
| La Conventine, contraddanza                                               | 1839    |                                                                   |
| Cinque contraddanze                                                       | 1839    |                                                                   |
| Gran valzer                                                               | 1839    |                                                                   |
| La separazione, notturno                                                  | 1839    |                                                                   |
| Il rimpianto, notturno                                                    | 1839    | Perduto.                                                          |
| Polonaise in mi maggiore                                                  | 1839    |                                                                   |
| Valzer-fantasia                                                           | 1839    | Orchestrato nel 1845 (perduto) e nuovamente orchestrato nel 1856. |
| Bolero                                                                    | 1840    |                                                                   |
| Polka originale                                                           | 1840    | Per pianoforte a quattro mani.                                    |
| Mazurca in do minore                                                      | 1843    |                                                                   |
| Tarantella su un canto popolare russo                                     | 1843    |                                                                   |
| Saluto alla Patria, quattro pezzi                                         | 1847    |                                                                   |
| Ricordo d'una Mazurca                                                     | 1847    |                                                                   |
| Variazioni su un tema scozzese                                            | 1847    |                                                                   |
| Polka in re minore                                                        | 1849    |                                                                   |
| Mazurca in do maggiore                                                    | 1852    |                                                                   |
| Polka infantile                                                           | 1854    |                                                                   |
| Las Mollares, danza andalusa                                              | 1855    |                                                                   |
| Leggieramente                                                             |         |                                                                   |
| Mazurca in la minore                                                      |         |                                                                   |
| Preghiera                                                                 |         |                                                                   |
| Impromptu-Galop su un tema dell'opera L'elisir d'amore di Donizetti       |         | Per pianoforte a quattro mani.                                    |

## Canzoni
Tutte le composizioni sono per voce e pianoforte e i testi sono in russo, se non indicato diversamente.
| Titolo                                                                                | Periodo | Testo                                                                   | Note                                                                         |
| ------------------------------------------------------------------------------------- | ------- | ----------------------------------------------------------------------- | ---------------------------------------------------------------------------- |
| Моя арфа (La mia arpa)                                                                | 1824    | Konstantin Bachturin                                                    |                                                                              |
| Не искушай меня без нужды (Non tentarmi inutilmente)                                  | 1825    | Evgenij Baratynskij                                                     |                                                                              |
| Бедный певец (Un povero cantante)                                                     | 1826    | Vasilij Žukovskij                                                       |                                                                              |
| Утешение (Consolazione)                                                               | 1826    | Vasilij Žukovskij                                                       |                                                                              |
| Ах ты, душечка (Ah tu, tesoro)                                                        | 1826    | Canzone popolare                                                        |                                                                              |
| Память сердца (La memoria del cuore)                                                  | 1826    | Konstantin Batjuškov                                                    |                                                                              |
| Я люблю, ты мне твердила (Io amo, mi hai assicurato)                                  | 1827    | Aleksandr Rimskij-Korsakov                                              |                                                                              |
| Горько, горько мне, красной девице (Amaro, è amaro per me, bella fanciulla)           | 1827    | Aleksandr Rimskij-Korsakov                                              |                                                                              |
| Скажи, зачем (Dimmi, perché)                                                          | 1827    | Sergej Golicyn                                                          |                                                                              |
| Pour un moment (Per un momento)                                                       | 1827    | Sergej Golicyn                                                          | Il testo è in francese.                                                      |
| Что, красотка молодая (Cosa, giovane bellezza)                                        | 1827    | Anton Del'vig                                                           |                                                                              |
| Mi sento il cor trafiggere                                                            | 1828    |                                                                         | Il testo è in italiano.                                                      |
| Ho perduto il mio tesoro                                                              | 1828    | Pietro Metastasio                                                       | Il testo è in italiano.                                                      |
| Tu sei figlia                                                                         | 1828    | Pietro Metastasio                                                       | Il testo è in italiano.                                                      |
| Pur nel sonno                                                                         | 1828    | Pietro Metastasio                                                       | Il testo è in italiano.                                                      |
| Pensa che questo istante                                                              | 1828    |                                                                         | Il testo è in italiano.                                                      |
| Dovunque il guardo giro                                                               | 1828    | Pietro Metastasio                                                       | Il testo è in italiano.                                                      |
| Piangendo ancora rinascer suole                                                       | 1828    | Pietro Metastasio                                                       | Il testo è in italiano.                                                      |
| Mio ben ricordati                                                                     | 1828    | Pietro Metastasio                                                       | Il testo è in italiano.                                                      |
| O Dafni che di quest'anima amabile dilletto                                           | 1828    |                                                                         | Il testo è in italiano.                                                      |
| Due canzonette italiane                                                               | 1828    | Pietro Metastasio                                                       | Il testo è in italiano.                                                      |
| Разочарование (Disillusione)                                                          | 1828    | Sergej Golicyn                                                          |                                                                              |
| Дедушка! – девицы раз мне говорили (Nonno! - le ragazze una volta mi hanno detto)     | 1829    | Anton Del'vig                                                           |                                                                              |
| Не пой, красавица, при мне (Non cantare, bellezza, davanti a me)                      | 1828    | Aleksandr Puškin                                                        | Canto georgiano                                                              |
| Забуду ль я... (Dimenticherò...)                                                      | 1829    | Sergej Golicyn                                                          |                                                                              |
| Ночь осенняя (Notte autunnale)                                                        | 1829    | Aleksandr Rimskij-Korsakov                                              |                                                                              |
| Ах ты, ночь ли, ноченька! (Oh tu, o notte, notte!)                                    | 1829    | Anton Del'vig                                                           |                                                                              |
| Голос с того света (Una voce dall'altro mondo)                                        | 1829    | Vasilij Žukovskij da Friedrich Schiller                                 |                                                                              |
| Il desiderio                                                                          | 1832    | Felice Romani                                                           | Il testo è in italiano.                                                      |
| Победитель (Il vincitore)                                                             | 1832    | Vasilij Žukovskij da Ludwig Uhland                                      |                                                                              |
| Венецианская ночь (Notte veneziana)                                                   | 1832    | Ivan Kozlov                                                             |                                                                              |
| L'iniquo voto                                                                         | 1832    | F. Pini                                                                 | Il testo è in italiano.                                                      |
| Не говори: любовь пройдет (Non dire: l'amore passerà)                                 | 1834    | Anton Del'vig                                                           |                                                                              |
| Дубрава шумит (Il querceto rumoreggia)                                                | 1834    | Vasilij Žukovskij da Friedrich Schiller                                 |                                                                              |
| Не называй ее небесной (Non chiamarla celestiale)                                     | 1834    | Nikolaj Pavlov                                                          | Anche in versione per voce e orchestra (1855).                               |
| Только узнал я тебя (Appena t'ho riconosciuto)                                        | 1834    | Anton Del'vig                                                           |                                                                              |
| Я здесь, Инезилья (Sono qui, Inezilla)                                                | 1834    | Aleksandr Puškin da Barry Cornwall                                      |                                                                              |
| Esercizi per il perfezionamento della voce                                            | 1835-36 |                                                                         |                                                                              |
| Ночной смотр (Visione notturna)                                                       | 1836    | Vasilij Žukovskij                                                       |                                                                              |
| Canone comico a quattro                                                               | 1836    | Aleksandr Puškin, Vasilij Žukovskij, Pëtr Vjazemskij, Michał Wielhorski | Composto in collaborazione con Vladimir Odoevskij.                           |
| Стансы (Stanze)                                                                       | 1837    | Nestor Kukol'nik                                                        |                                                                              |
| Вы не придете вновь (Voi non verrete nuovamente)                                      | 1837-38 | Michail Glinka                                                          |                                                                              |
| Сомнение (Dubbio)                                                                     | 1838    | Nestor Kukol'nik                                                        | Per contralto, arpa e violino, anche in arrangiamento per voce e pianoforte. |
| В крови горит огонь желанья (Nel sangue arde il fuoco del desiderio)                  | 1838    | Aleksandr Puškin                                                        |                                                                              |
| Где наша роза (Dove la nostra rosa)                                                   | 1837-38 | Aleksandr Puškin                                                        |                                                                              |
| Due canzoni ucraine                                                                   | 1838    | Viktor Zabila                                                           | Il testo è in ucraino.                                                       |
| Ночной зефир (Zefiro notturno)                                                        | 1838    | Aleksandr Puškin                                                        |                                                                              |
| Свадебная песня (Canto nuziale)                                                       | 1839    | Evdokija Rostopčina                                                     |                                                                              |
| Зацветет черемуха (Fiorisce il pruno)                                                 | 1839    | Evdokija Rostopčina                                                     |                                                                              |
| Если встречусь с тобой (Se t'incontrerò)                                              | 1839    | Aleksej Kol'cov                                                         |                                                                              |
| Я помню чудное мгновенье (Io ricordo un momento meravibglioso)                        | 1840    | Aleksandr Puškin                                                        |                                                                              |
| Прощание с Петербургом (Addio a Pietroburgo), dodici romanze su testi di N. Kukol'nik | 1840    | Nestor Kukol'nik                                                        |                                                                              |
| Как сладко с тобою мне быть (Come m'è dolce star con te)                              | 1840    | Pëtr Ryndin                                                             |                                                                              |
| Признание (Dichiarazione)                                                             | 1840    | Aleksandr Puškin                                                        |                                                                              |
| Quattro esercizi                                                                      | 1840-41 |                                                                         |                                                                              |
| Люблю тебя, милая роза (Ti amo, cara rosa)                                            | 1842    | I. Samarin                                                              |                                                                              |
| К ней (Da lei)                                                                        | 1843    | Sergej Golicyn da Adam Mickiewicz                                       |                                                                              |
| Милочка (Cara)                                                                        | 1847    | Anonimo                                                                 |                                                                              |
| Ты скоро меня позабудешь (Presto mi dimenticherai)                                    | 1847    | Julija Žadovskaja                                                       |                                                                              |
| Слышу ли голос твой (Se sento la tua voce)                                            | 1848    | Michail Lermontov                                                       |                                                                              |
| Заздравный кубок (La coppa del brindisi)                                              | 1848    | Aleksandr Puškin                                                        |                                                                              |
| Песнь Маргариты (La canzone di Margherita)                                            | 1848    | Eduard Guber da Johann Wolfgang von Goethe                              |                                                                              |
| Rozmowa (Conversazione)                                                               | 1843    | Adam Mickiewicz                                                         | Il testo è in polacco.                                                       |
| Адель (Adele)                                                                         | 1849    | Aleksandr Puškin                                                        |                                                                              |
| Мери (Mary)                                                                           | 1849    | Aleksandr Puškin                                                        |                                                                              |
| Финский залив (Il golfo di Finlandia)                                                 | 1850    | Platon Obodovskij                                                       |                                                                              |
| Ах, когда б я прежде знала (Ah, se avessi saputo prima)                               | 1855    | Ivan Dmitriev                                                           |                                                                              |
| Не говори, что сердцу больно (Non parlare, che il cuore duole)                        | 1856    | Nikolaj Pavlov                                                          |                                                                              |
| Да исправится молитва моя (Si avvererà la mia preghiera)                              | 1856?   |                                                                         | Per due tenori e baritono.                                                   |
| Гимн воскресения (Inno di resurrezione)                                               | 1856-57 |                                                                         | Per due tenori e baritono.                                                   |
| Школа пения (Scuola di canto)                                                         | 1856-57 |                                                                         |                                                                              |

## Opere per coro
| Titolo                                                                                                   | Periodo     | Testo                                  | Note                                                                               |
| --- | ----------- | -------------------------------------- | ---------------------------------------------------------------------------------- |
| Prologo o cantata per la morte dell'Imperatore Alessandro I e l'ascesa al trono dell'Imperatore Nicola I | 1826        |                                        | Per coro misto e pianoforte, il testo è in francese.                               |
| Sogna chi crede more d'esser Felice                                                                      | 1826        |                                        | Per voci e orchestra.                                                              |
| La notte omai s'appressa                                                                                 | 1828        |                                        | Per soprano, contralto, tenore, basso, coro misto e orchestra d'archi, incompiuto. |
| A, ignobil core                                                                                          | 1828 o 1834 |                                        | Per baritono, coro maschile e orchestra, incompiuto.                               |
| Canto dei cherubini                                                                                      | 1837        | dalla Bibbia                           | Per coro misto.                                                                    |
| Велик наш Бог (Grande è il nostro Dio)                                                                   | 1837        | Vladimir Sollogub, Nikolaj Hmel'nickij | Polonaise per coro misto e orchestra.                                              |
| Гимн хозяину (Inno al padrone)                                                                           | 1838        | Mykola Markevyč                        | Per tenore,coro misto e orchestra.                                                 |
| Canzone d'addio per le allieve dell'Istituto Ekaterinskij                                                | 1840        | Platon Obodovskij                      | Per soprano, coro femminile e orchestra.                                           |
| Canzone di auguri                                                                                        | 1847        | Canto tradizionale                     | Per voce e coro.                                                                   |
| Canzone d'addio per le allieve della società delle nobili fanciulle                                      | 1850        | M. Timaev                              | Per coro femminile e orchestra.                                                    |
| Коса (La falce)                                                                                          | 1854        | Aleksandr Rimskij-Korsakov             | Per voce, coro e orchestra.                                                        |
| Молитва (Preghiera)                                                                                      | 1855        | Michail Lermontov                      | Per voce, coro e orchestra.                                                        |
| Prima litania                                                                                            | 1856?       |                                        | Per coro.                                                                          |
| Canzone russa                                                                                            |             | Anton Del'vig                          | Per voce, coro e pianoforte.                                                       |